# Herb gminy Kuślin

Herb gminy Kuślin w latach 1998-2017

Herb gminy Kuślin – jeden z symboli gminy Kuślin, którego obecna wersja, autorstwa Gerarda Kucharskiego, została ustanowiona 30 listopada 2017.

## Wygląd i symbolika
Herb przedstawia na tarczy w polu czerwonym na piaście koła bez górnego dzwonu złotego zaćwiczony takiż krzyż łaciński pod którym łódź złota.

## Historia
W latach 1998–2017 gmina posługiwała się herbem przedstawiającym w polu czerwonym na piaście koła bez górnego dzwonu złotego zaćwiczony takiż krzyż łaciński.